# Margaux-Cantenac
Margaux-Cantenac est, depuis le 1er janvier 2017, une commune nouvelle française formée par la fusion de Margaux et de Cantenac, située dans le département de la Gironde en région Nouvelle-Aquitaine. Le territoire de la commune fait partie des célèbres vignobles du Médoc.

## Géographie

### Localisation
Margaux-Cantenac est située dans le sud-est du Médoc. La mairie est située à une vingtaine de kilomètres de Bordeaux, préfecture du département et à trente-cinq kilomètres de Lesparre-Médoc, chef-lieu d'arrondissement.
La commune fait partie de l'aire d'attraction de Bordeaux.

### Communes limitrophes
Les communes limitrophes sont Arsac, Avensan, Bayon-sur-Gironde, Gauriac, Labarde, Soussans et Macau.
| Soussans |                  | Gauriac (Estuaire de la Gironde)           |
|          | Margaux-Cantenac | Bayon-sur-Gironde (Estuaire de la Gironde) |
| Arsac    |                  | Labarde                                    |

### Hydrographie
Margaux-Cantenac est bordée à l'est par l'Estuaire de la Gironde. Par ailleurs, l'Île de la Tour du Mont (nom cadastral officiel de la localité), également connue sous les noms d'île Margaux (usage viticole) et anciennement et localement Île de la Tour de Mons, située sur ce même estuaire est intégrée au territoire communal.

### Voies de communication et transports
Le réseau routier départemental français 2, qui relie Eysines à Saint-Vivien-de-Médoc en passant par Pauillac, traverse la commune. La D105 relie aussi Margaux-Cantenac à Castelnau-de-Médoc.

### Climat
Pour des articles plus généraux, voir Climat de la Nouvelle-Aquitaine et Climat de la Gironde.
Historiquement, la commune est exposée à un climat océanique aquitain.  
En 2020, Météo-France publie une typologie des climats de la France métropolitaine dans laquelle la commune est exposée à un climat océanique et est dans une zone de transition entre les régions climatiques « Littoral charentais et aquitain » et « Aquitaine, Gascogne »0.
Pour la période 1971-2000, la température annuelle moyenne est de 12,9 °C, avec une amplitude thermique annuelle de 14,3 °C. Le cumul annuel moyen de précipitations est de 922 mm, avec 12,3 jours de précipitations en janvier et 6,8 jours en juillet. Pour la période 1991-2020, la température moyenne annuelle observée sur la station météorologique la plus proche, située sur la commune de Salaunes à 16,77 km à vol d'oiseau, est de 13,3 °C et le cumul annuel moyen de précipitations est de 1 007,0 mm,. Pour l'avenir, les paramètres climatiques de la commune estimés pour 2050 selon différents scénarios d’émission de gaz à effet de serre sont consultables sur un site dédié publié par Météo-France en novembre 2022.

## Urbanisme

### Typologie
Au 1er janvier 2024, Margaux-Cantenac est catégorisée bourg rural, selon la nouvelle grille communale de densité à sept niveaux définie par l'Insee en 2022.
Elle appartient à l'unité urbaine de Soussans, une agglomération intra-départementale regroupant deux  communes, dont elle est ville-centre,,. Par ailleurs la commune fait partie de l'aire d'attraction de Bordeaux, dont elle est une commune de la couronne,. Cette aire, qui regroupe 275 communes, est catégorisée dans les aires de 700 000 habitants ou plus (hors Paris),.

### Risques majeurs
Le territoire de la commune de Margaux-Cantenac est vulnérable à différents aléas naturels : météorologiques (tempête, orage, neige, grand froid, canicule ou sécheresse), inondations et séisme (sismicité faible). Un site publié par le BRGM permet d'évaluer simplement et rapidement les risques d'un bien localisé soit par son adresse soit par le numéro de sa parcelle.
Certaines parties du territoire communal sont susceptibles d’être affectées par le risque d’inondation par débordement de cours d'eau, notamment la Louise, la Maqueline et le ruisseau de Laurina. La commune a été reconnue en état de catastrophe naturelle au titre des dommages causés par les inondations et coulées de boue survenues en 1982, 1999, 2008, 2009 et 2010,.

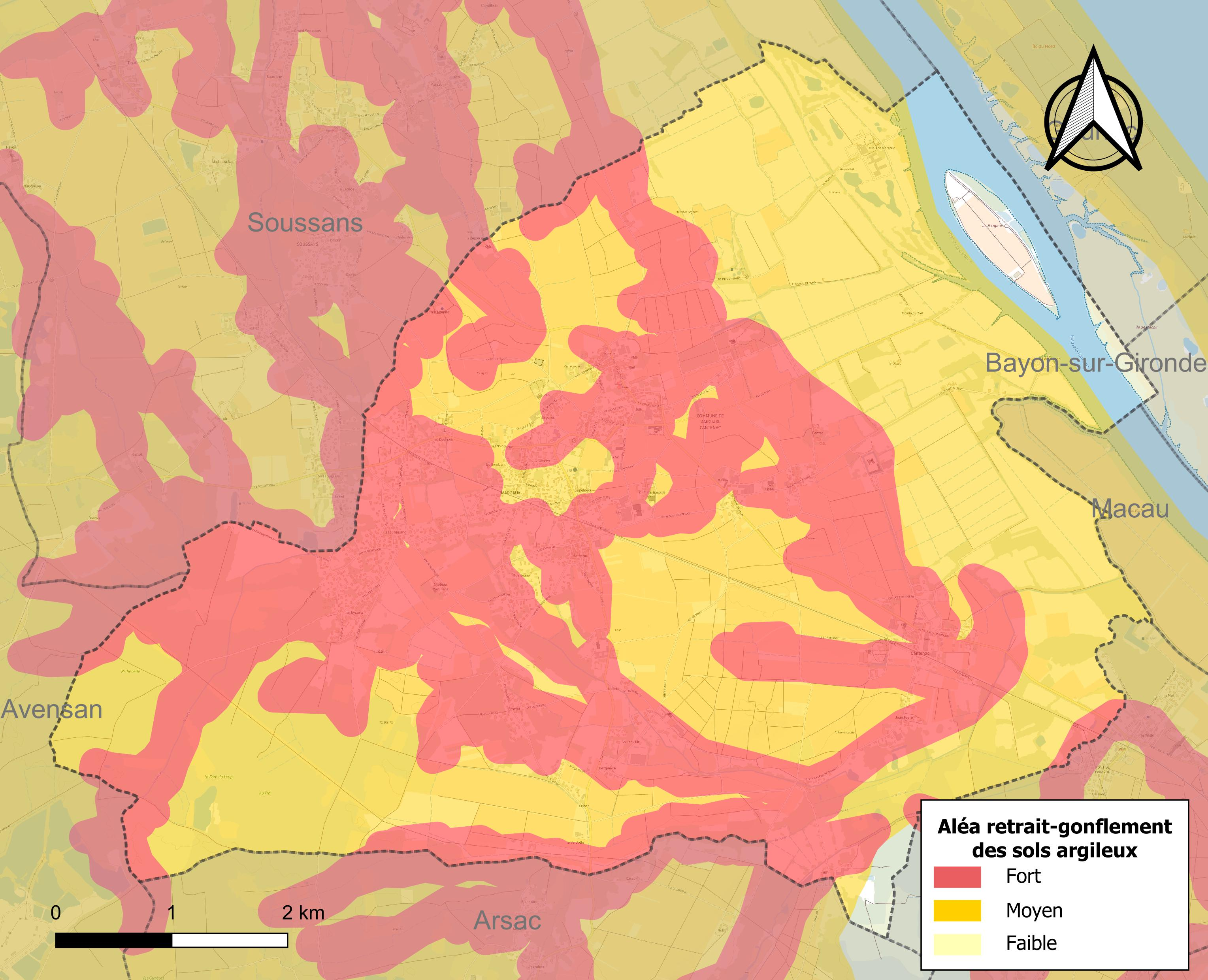
Carte des zones d'aléa retrait-gonflement des sols argileux de Margaux-Cantenac.

Le retrait-gonflement des sols argileux est susceptible d'engendrer des dommages importants aux bâtiments en cas d’alternance de périodes de sécheresse et de pluie. 95,2 % de la superficie communale est en aléa moyen ou fort (67,4 % au niveau départemental et 48,5 % au niveau national). Sur les 1 244 bâtiments dénombrés sur la commune en 2019,  1 242 sont en aléa moyen ou fort, soit 100 %, à comparer aux 84 % au niveau départemental et 54 % au niveau national. Une cartographie de l'exposition du territoire national au retrait gonflement des sols argileux est disponible sur le site du BRGM,.
Par ailleurs, afin de mieux appréhender le risque d’affaissement de terrain, l'inventaire national des cavités souterraines permet de localiser celles situées sur la commune.
Concernant les mouvements de terrains, la commune a été reconnue en état de catastrophe naturelle au titre des dommages causés par la sécheresse en 2003 et par des mouvements de terrain en 1999.

## Toponymie
Le toponyme de Margaux-Cantenac provient des noms des deux anciennes communes l'ayant formé en 2017.

## Histoire
La commune est née du regroupement des communes de Cantenac et de Margaux, la première devenant commune déléguée quand la deuxième perd toute existence administrative, le 1er janvier 2017. Son chef-lieu se situe à Margaux.

## Politique et administration
| Nom             | Code Insee | Intercommunalité  | Superficie (km2) | Population (dernière pop. légale) | Densité (hab./km2) |
| --------------- | ---------- | ----------------- | ---------------- | --------------------------------- | ------------------ |
| Margaux (siège) | 33268      | CC Médoc Estuaire | 7,36             | 1 554 (2014)                      | 211                |
| Cantenac        | 33091      | CC Médoc Estuaire | 14,26            | 1 358 (2014)                      | 95                 |

### Liste des maires
| Période        | Période     | Identité        | Étiquette | Qualité |
| -------------- | ----------- | --------------- | --------- | ------- |
| 3 janvier 2017 | 26 mai 2020 | Claude Berniard | DVD       |         |
| 26 mai 2020    | En cours    | Sophie Martin   |           |         |

## Démographie
L'évolution du nombre d'habitants est connue à travers les recensements de la population effectués dans la commune depuis sa création.

En 2022, la commune comptait 2 844 habitants, en évolution de −3,69 % par rapport à 2016 (Gironde : +6,91 %, France hors Mayotte : +2,11 %).
| 2015  | 2020  | 2022  |
| ----- | ----- | ----- |
| 2 932 | 2 832 | 2 844 |

## Culture locale et patrimoine

### Lieux et monuments
- Église Saint-Michel de MargauxMargaux :
  - Château Margaux ;

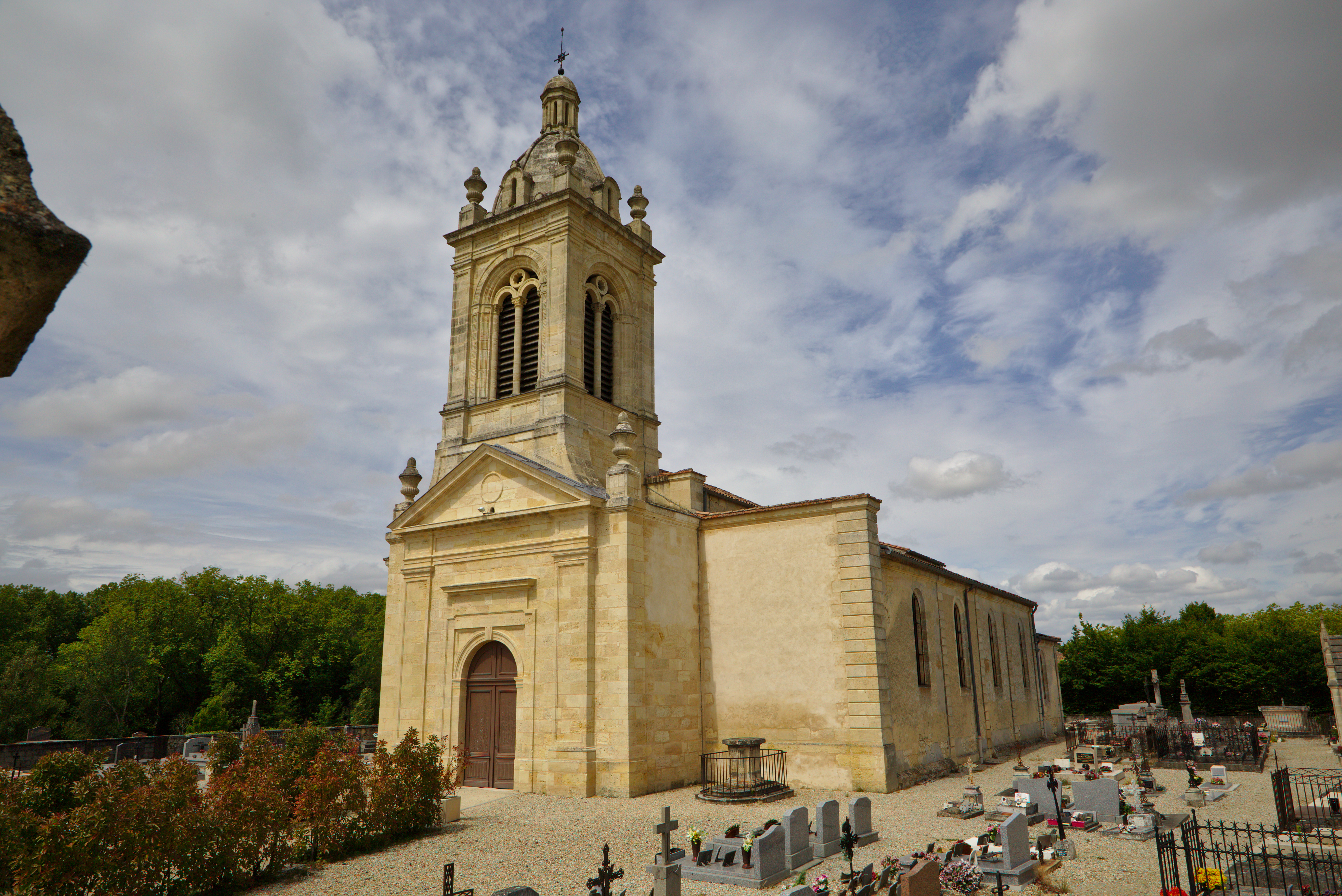
Église Saint-Michel de Margaux

  - Église paroissiale Saint-Michel. Elle est inscrite à l'Inventaire général du patrimoine culturel[20].
- Liste des Cantenac :
  - Église Saint-Didier de Cantenac ;
  - Château Palmer ;
  - Château Brane-Cantenac ;
  - Château d'Issan ;
  - Château Kirwan ;
  - Château Pouget ;
  - Château Prieuré-Lichine ;
  - Château Rauzan-Gassies ;
  - Château Boyd-Cantenac ;
  - Château Cantenac Brown ;
  - Château Desmirail.